# ويلمر ر. واترس
ويلمر ر. واترس هو سياسي أمريكي، ولد في 4 أكتوبر 1914، وتوفي في 10 ديسمبر 1995. نشط حزبياً في الحزب الجمهوري. وقد انتخب عضو جمعية ولاية ويسكونسن ‏.